# Saison 2015-2016 de la Section paloise
Cette page présente la saison 2015-2016 de la Section paloise en Top 14 et en challenge européen.

## Effectif 2015-2016
| Nom                       | Poste     | Naissance         | Nationalité sportive | Sélections (points) | Dernier club             | Arrivée au club (année) | Durée du contrat |
| ------------------------- | --------- | ----------------- | -------------------- | ------------------- | ------------------------ | ----------------------- | ---------------- |
| Sylvain Charlet           | Pilier    | 22 août 1985      | France               | -                   | US Dax                   | 2012                    | 2016             |
| Jérémy Hurou              | Pilier    | 26 mars 1984      | France               | -                   | Tarbes PR                | 2012                    | 2016             |
| Julien Jacquot            | Pilier    | 18 mai 1982       | France               | -                   | US Oyonnax               | 2007                    | 2016             |
| Chris King                | Pilier    | 30 avril 1981     | Nouvelle-Zélande     | -                   | Montpellier HR           | 2015                    | 2016             |
| Geoffrey Moïse            | Pilier    | 20 août 1991      | France               | -                   | Formé au club            | 2010                    | 2017             |
| Euan Murray               | Pilier    | 7 août 1980       | Écosse               | 66 (10)             | Glasgow Warriors         | 2015                    | 2017             |
| Giorgi Natsarashvili      | Pilier    | 1er avril 1985    | Géorgie              | 2 (5)               | Stade aurillacois        | 2014                    | 2016             |
| Thomas Bianchin           | Talonneur | 11 août 1987      | France               | -                   | Montpellier HR           | 2015                    | 2017             |
| Mehdi Boundjema           | Talonneur | 7 juin 1990       | France               | -                   | FC Grenoble              | 2012                    | 2017             |
| Quentin Broucaret         | Talonneur | 13 mai 1994       | France               | -                   | Formé au club            | 2010                    | 2016             |
| Vincent Campo             | Talonneur | 20 mai 1985       | France               | -                   | FC Grenoble              | 2014                    | 2016 + 1         |
| Quentin Lespiaucq-Brettes | Talonneur | 16 février 1995   | France               | -                   | US Dax                   | 2015                    | 2016             |
| Abdellatif Boutaty        | 2e ligne  | 4 juin 1983       | Maroc                | -                   | Aviron bayonnais         | 2014                    | 2017             |
| Claude Dry                | 2e ligne  | 29 octobre 1985   | Afrique du Sud       | -                   | US Dax                   | 2013                    | 2017             |
| Damien Fèvre              | 2e ligne  | 10 mai 1984       | France               | -                   | US Oyonnax               | 2012                    | 2016             |
| Cameron Pierce            | 2e ligne  | 26 octobre 1991   | Canada               | 1 (0)               | ASM Clermont Auvergne    | 2013                    | 2017             |
| Julien Pierre             | 2e ligne  | 31 juillet 1981   | France               | 27 (5)              | ASM Clermont Auvergne    | 2015                    | 2017             |
| Daniel Ramsay             | 2e ligne  | 1er juin 1984     | Nouvelle-Zélande     | -                   | Otago RFU                | 2012                    | 2018             |
| Loïc Bernad               | 3e ligne  | 21 février 1986   | France               | -                   | Tarbes PR                | 2012                    | 2017             |
| Jean Bouilhou             | 3e ligne  | 7 décembre 1978   | France               | 2 (0)               | Stade toulousain         | 2013                    | 2016             |
| Patrick Butler (en)       | 3e ligne  | 1er décembre 1990 | Irlande              | -                   | Munster Rugby            | 2015                    | 2017             |
| James Coughlan            | 3e ligne  | 6 décembre 1980   | Irlande              | -                   | Munster Rugby            | 2014                    | 2016             |
| Sean Dougall              | 3e ligne  | 28 octobre 1989   | Irlande              | -                   | Munster Rugby            | 2015                    | 2017             |
| Josefa Domolailai         | 3e ligne  | 11 décembre 1985  | Fidji                | 14 (10)             | FC Auch                  | 2012                    | 2016             |
| Brice Monzeglio           | 3e ligne  | 28 juin 1983      | France               | 2 (5)               | US Oyonnax               | 2012                    | 2017             |
| Thibault Daubagna         | Mêlée     | 20 mai 1994       | France               | -                   | Formé au club            | 2013                    | 2017             |
| Thierry Lacrampe          | Mêlée     | 23 février 1988   | France               | -                   | ASM Clermont Auvergne    | 2015                    | 2017             |
| Samuel Marques            | Mêlée     | 8 décembre 1988   | Portugal             | 5 (12)              | SC Albi                  | 2014                    | 2016             |
| Taniela Moa               | Mêlée     | 11 mars 1985      | Tonga                | 20 (15)             | Chiefs                   | 2011                    | 2017             |
| Brandon Fajardo           | Ouverture | 25 juin 1994      | France               | -                   | FC Auch Gers             | 2014                    | 2017             |
| Santiago Fernández        | Ouverture | 28 novembre 1985  | Argentine            | 31 (13)             | Aviron bayonnais         | 2015                    | 2017             |
| Colin Slade               | Ouverture | 10 octobre 1987   | Nouvelle-Zélande     | 17 (76)             | Crusaders                | 2015                    | 2018             |
| Pierre Dupouy             | Centre    | 14 novembre 1996  | France               | -                   | FC Auch                  | 2015                    | 2016             |
| Julien Fumat              | Centre    | 26 mars 1987      | France               | -                   | Formé au club            | 2005                    | 2018             |
| Conrad Smith              | Centre    | 12 octobre 1981   | Nouvelle-Zélande     | 85 (125)            | Hurricanes               | 2015                    | 2017             |
| Damien Traille            | Centre    | 12 juin 1979      | France               | 86 (133)            | Biarritz olympique       | 2014                    | 2016             |
| Jale Vatubua              | Centre    | 30 août 1991      | Fidji                | -                   | Melbourne Rebels         | 2012                    | 2017             |
| Elijah Niko               | Ailier    | 11 septembre 1990 | Australie            | -                   | Easts Tigers Rugby Union | 2013                    | 2017 + 1         |
| William Pees              | Ailier    | 6 août 1993       | France               | -                   | Formé au club            | 2014                    | 2016             |
| Bastien Pourailly         | Ailier    | 15 mars 1994      | France               | -                   | Formé au club            | 2014                    | 2016             |
| Mosese Ratuvou            | Ailier    | 30 janvier 1983   | Fidji                | -                   | LOU                      | 2015                    | 2017             |
| Watisoni Votu             | Ailier    | 25 mars 1985      | Fidji                | -                   | USA Perpignan            | 2015                    | 2017             |
| Marika Vunibaka           | Ailier    | 12 mai 1994       | Fidji                | -                   | Suva Rugby Union         | 2014                    | 2017             |
| Mathieu Acebes            | Arrière   | 1er août 1987     | France               | -                   | FC Auch                  | 2012                    | 2016             |
| Charly Malié              | Arrière   | 5 novembre 1991   | France               | -                   | US Montauban             | 2015                    | 2017             |

### Staff technique 2015-2016
| Nom                                                | Poste                                                                | Nationalité sportive |
| -------------------------------------------------- | -------------------------------------------------------------------- | -------------------- |
| Simon Mannix                                       | Manager Sportif                                                      | Nouvelle-Zélande     |
| Joël Rey                                           | Entraîneur (avants)                                                  | France               |
| David Aucagne                                      | Entraîneur (arrières)                                                | France               |
| Frédéric Manca                                     | Responsable du secteur des Skills                                    | France               |
| Elliot Corcoran Paddy O'Sullivan                   | Analystes vidéo                                                      | Irlande              |
| Andrés Bordoy                                      | Responsable du secteur de la mêlée et assistant préparateur physique | Argentine            |
| Christophe Savio Roxan Bernard                     | Préparateurs physique                                                | France               |
| Rufin Boumpoutou Philippe Pouget Christophe Roulet | Médecins                                                             | France               |
| Mathieu Vignera                                    | Kinésithérapeute                                                     | France               |

## Calendrier et résultats[13]
Budget
Avec un budget de 17,31 millions d'euros, celui-ci est le 10e budget, sur 14, du Top 14.

### Top 14
| Date du match     | Domicile              | Extérieur             | Score   | Lieu du match                  | Catégorie             | Classement |
| ----------------- | --------------------- | --------------------- | ------- | ------------------------------ | --------------------- | ---------- |
| 5 août 2015       | SU Agen               | Section paloise       | 40 - 14 | Stade Armandie                 | Amical                | -          |
| 13 août 2015      | Montpellier HR        | Section paloise       | 19 - 7  | Altrad Stadium                 | Amical                | -          |
| 23 août 2015      | Stade français        | Section paloise       | 34 - 18 | Stade Jean-Bouin               | 1re journée de Top 14 | 11e        |
| 29 août 2015      | Section paloise       | Montpellier HR        | 26 - 16 | Stade du Hameau                | 2e journée de Top 14  | 9e         |
| 5 septembre 2015  | FC Grenoble           | Section paloise       | 41 - 15 | Stade des Alpes                | 3e journée de Top 14  | 14e        |
| 13 septembre 2015 | Section paloise       | Stade toulousain      | 9 - 6   | Stade du Hameau                | 4e journée de Top 14  | 9e         |
| 17 octobre 2015   | ASM Clermont          | Section paloise       | 35 - 10 | Stade Marcel-Michelin          | 5e journée de Top 14  | 11e        |
| 24 octobre 2015   | Section paloise       | CA Brive              | 13-18   | Stade du Hameau                | 6e journée de Top 14  | 11e        |
| 31 octobre 2015   | US Oyonnax            | Section paloise       | 42-23   | Stade Charles-Mathon           | 7e journée de Top 14  | 13e        |
| 7 novembre 2015   | Section paloise       | SU Agen               | 33-31   | Stade du Hameau                | 8e journée de Top 14  | 13e        |
| 28 novembre 2015  | Union Bordeaux-Bègles | Section paloise       | 46-10   | Stade de Bordeaux              | 9e journée de Top 14  | 12e        |
| 5 décembre 2015   | Section paloise       | Racing Métro 92       | 15-15   | Stade du Hameau                | 10e journée de Top 14 | 12e        |
| 27 décembre 2015  | Section paloise       | Stade rochelais       | 15-11   | Stade du Hameau                | 11e journée de Top 14 | 11e        |
| 2 janvier 2016    | RC Toulon             | Section paloise       | 21-17   | Stade Mayol                    | 12e journée de Top 14 | 12e        |
| 19 mars 2016      | Section paloise       | Castres olympique     | 21-16   | Stade du Hameau                | 13e journée de Top 14 | 11e        |
| 30 janvier 2016   | Stade toulousain      | Section paloise       | 54-3    | Stade Ernest-Wallon            | 14e journée de Top 14 | 12e        |
| 20 février 2016   | Montpellier HR        | Section paloise       | 16-19   | Altrad Stadium                 | 15e journée de Top 14 | 12e        |
| 27 février 2016   | Section paloise       | Union Bordeaux-Bègles | 3-15    | Stade du Hameau                | 16e journée de Top 14 | 12e        |
| 5 mars 2016       | Section paloise       | Stade français        | 19-12   | Stade du Hameau                | 17e journée de Top 14 | 11e        |
| 12 mars 2016      | Stade rochelais       | Section paloise       | 35-16   | Stade Marcel-Deflandre         | 18e journée de Top 14 | 11e        |
| 26 mars 2016      | Section paloise       | US Oyonnax            | 25-6    | Stade du Hameau                | 19e journée de Top 14 | 11e        |
| 2 avril 2016      | SU Agen               | Section paloise       | 26-33   | Stade Armandie                 | 20e journée de Top 14 | 11e        |
| 16 avril 2016     | Section paloise       | RC Toulon             | 9-25    | Stade du Hameau                | 21e journée de Top 14 | 11e        |
| 30 avril 2016     | Castres olympique     | Section paloise       | 37-6    | Stade Pierre-Antoine           | 22e journée de Top 14 | 11e        |
| 7 mai 2016        | Section paloise       | ASM Clermont          | 10-16   | Stade du Hameau                | 23e journée de Top 14 | 11e        |
| 21 mai 2016       | Racing Métro 92       | Section paloise       | 43-13   | Stade olympique Yves-du-Manoir | 24e journée de Top 14 | 11e        |
| 28 mai 2016       | Section paloise       | FC Grenoble           | 29-12   | Stade du Hameau                | 25e journée de Top 14 | 11e        |
| 4 juin 2016       | CA Brive              | Section paloise       | 46-10   | Stade Amédée-Domenech          | 26e journée de Top 14 | 11e        |

| Rang | Club                   | J  | V  | N | D  | Em | Ee | Bo | Bd | Pm  | Pe  | Diff | Pts |
| ---- | ---------------------- | -- | -- | - | -- | -- | -- | -- | -- | --- | --- | ---- | --- |
| 1    | ASM Clermont           | 26 | 18 | 1 | 7  | 75 | 31 | 10 | 4  | 735 | 431 | +304 | 88  |
| 2    | RC Toulon              | 26 | 16 | 0 | 10 | 89 | 35 | 11 | 7  | 764 | 446 | +318 | 82  |
| 3    | Montpellier HR         | 26 | 18 | 0 | 8  | 68 | 49 | 7  | 2  | 723 | 569 | +154 | 81  |
| 4    | Racing 92              | 26 | 18 | 1 | 7  | 62 | 36 | 5  | 2  | 614 | 522 | +92  | 81  |
| 5    | Stade toulousain       | 26 | 16 | 2 | 8  | 76 | 33 | 7  | 4  | 680 | 393 | +287 | 79  |
| 6    | Castres olympique      | 26 | 15 | 0 | 11 | 67 | 35 | 6  | 5  | 650 | 496 | +154 | 71  |
| 7    | Union Bordeaux Bègles  | 26 | 14 | 2 | 10 | 44 | 45 | 3  | 4  | 552 | 503 | +49  | 67  |
| 8    | CA Brive               | 26 | 13 | 1 | 12 | 42 | 48 | 4  | 4  | 540 | 544 | -4   | 62  |
| 9    | Stade rochelais        | 26 | 11 | 0 | 15 | 49 | 60 | 4  | 6  | 553 | 656 | -103 | 54  |
| 10   | FC Grenoble            | 26 | 10 | 0 | 16 | 58 | 90 | 4  | 3  | 605 | 779 | -174 | 47  |
| 11   | Section paloise P      | 26 | 10 | 1 | 15 | 30 | 73 | 1  | 3  | 420 | 675 | -255 | 46  |
| 12   | Stade français Paris T | 26 | 9  | 0 | 17 | 44 | 60 | 2  | 3  | 543 | 631 | -88  | 41  |
| 13   | SU Agen P              | 26 | 5  | 0 | 21 | 47 | 99 | 1  | 5  | 531 | 846 | -315 | 26  |
| 14   | Oyonnax Rugby          | 26 | 5  | 0 | 21 | 37 | 92 | 2  | 2  | 429 | 847 | -418 | 24  |

### Challenge européen
Dans le Challenge européen, la Section paloise fait partie de la poule 2 et est opposée aux Anglais de Sale Sharks, aux Gallois du Newport Dragons et aux Français du Castres olympique.
| Date du match    | Domicile          | Extérieur         | Score | Lieu du match        | Catégorie                         | Classement (pts) |
| ---------------- | ----------------- | ----------------- | ----- | -------------------- | --------------------------------- | ---------------- |
| 9 janvier 2016   | Section paloise   | Castres olympique | 21-30 | Stade du Hameau      | 1re journée du Challenge européen | 4 (0)            |
| 21 novembre 2015 | Sale Sharks       | Section paloise   | 29-20 | Salford City Stadium | 2e journée du Challenge européen  | 4 (0)            |
| 12 décembre 2015 | Newport Dragons   | Section paloise   | 22-0  | Rodney Parade        | 3e journée du Challenge européen  | 4 (0)            |
| 19 décembre 2015 | Section paloise   | Newport Dragons   | 17-34 | Stade du Hameau      | 4e journée du Challenge européen  | 4 (0)            |
| 15 janvier 2016  | Section paloise   | Sale Sharks       | 3-27  | Stade du Hameau      | 5e journée du Challenge européen  | 4 (0)            |
| 22 janvier 2016  | Castres olympique | Section paloise   | 24-7  | Stade Pierre-Antoine | 6e journée du Challenge européen  | 4 (0)            |

| Rang | Équipe                | J | V | N | D | Em | Ee | Bo | Bd | Pm  | Pe  | Diff | Pts |
| ---- | --------------------- | - | - | - | - | -- | -- | -- | -- | --- | --- | ---- | --- |
| 1    | Sale Sharks           | 6 | 5 | 0 | 1 | 20 | 9  | 3  | 0  | 154 | 78  | +76  | 23  |
| 2    | Newport Gwent Dragons | 6 | 4 | 0 | 2 | 17 | 16 | 3  | 1  | 151 | 117 | +34  | 20  |
| 3    | Castres olympique     | 6 | 3 | 0 | 3 | 14 | 15 | 2  | 1  | 124 | 136 | -12  | 15  |
| 4    | Section paloise       | 6 | 0 | 0 | 6 | 9  | 20 | 0  | 0  | 68  | 166 | -98  | 0   |

## Statistiques

### Meilleur réalisateur
| Rang | Joueur             | Poste            | Points | Essais | Transf. | Pén. | Drops |
| ---- | ------------------ | ---------------- | ------ | ------ | ------- | ---- | ----- |
| 1    | Samuel Marques     | Demi de mêlée    | 35     | 0      | 1       | 11   | 0     |
| 2    | Santiago Fernandez | Demi d'ouverture | 8      | 0      | 1       | 1    | 1     |

### Meilleur marqueur
| Rang | Joueur       | Poste  | Essais |
| ---- | ------------ | ------ | ------ |
| 1    | Julien Fumat | Ailier | 3      |
| 2    | Sireli Bobo  | Ailier | 2      |